# 이호승 (공무원)
이호승(李昊昇, 1965년 전라남도 광양 ~ )은 대한민국의 공무원이다.

## 학력
- 광주동신고등학교
- 서울대학교 경제학 학사
- 조지아 대학교 대학원 경영학 석사

## 경력
- 1988년: 제32회 행정고시 합격
- 2008년 3월: 기획재정부 경제분석과 과장
- 2009년 2월: 기획재정부 종합정책과 과장
- 2013년: 기획재정부 정책조정심의관
- 2014년: 기획재정부 미래사회정책국 국장
- 2014년 12월: 기획재정부 미래경제전략국 국장
- 2015년 ~ 2016년 2월: 기획재정부 정책조정국 국장
- 2016년 2월 ~ 2017년: 기획재정부 경제정책국 국장
- 2017년: 대통령비서실 일자리기획비서관
- 2018년 12월 ~ 2019년 6월: 기획재정부 제1차관
- 2019년 6월 ~ 2021년 3월: 대통령비서실 경제수석비서관
- 2021년 3월 29일 ~ 2022년 5월 9일 : 대통령비서실 정책실장
- 2022년 9월 ~ : KDI 초빙연구위원

## 논란
청와대 일자리비서관으로 재직하던 2018년 6월, 전달 취업자가 전년 동기 대비 7만 2000명 증가하는 데 그쳤다는 고용통계에 대해 "봄비가 많이 내렸기 때문"이라고 해명했다.